# Mamma Mia!
|  | Aquest article tracta sobre el musical. Vegeu-ne altres significats a «Mamma Mia». |

Mamma Mia! és un musical escrit per l'escriptora anglesa Catherine Johnson, basat en cançons del grup suec ABBA. El títol del musical prové d'una de les cançons més populars del grup, Mamma Mia, publicada el 1975.

## Llista de les cançons del musical
Acte I
- Obertura / Pròleg
- Honey, Honey
- Money, Money, Money
- Thank You for the Music
- Mamma Mia
- Chiquitita
- Dancing Queen
- The Name of the Game
- Lay All Your Love on Me
- Super Trouper
- Gimme! Gimme! Gimme! (A Man After Midnight)
- Voulez-Vous"

|
Acte II
- Entreacte
- Under Attack
- One Of Us
- S.O.S.
- Does Your Mother Know
- Knowing Me, Knowing You
- Our Last Summer
- Slipping Through My Fingers
- The Winner Takes It All
- Take a Chance on Me
- I Do, I Do, I Do, I Do, I Do
- I Have a Dream

## Produccions
| Londres: Prince Edward Theatre, però al 2004 al Prince of Wales Theatre | Inauguració: 6 d'abril del 1999      | Cloenda:                      |
| Toronto: Royal Alexandra Theatre | Inauguració: 23 de maig del 2000     | Cloenda: 25 de maig del 2005  |
| Gira pels EUA: San Francisco, Los Angeles, Chicago, Boston i Nova York. | Inauguració: 17 de novembre del 2000 | Cloenda:                      |
| pels EUA 2 | Inauguració: 28 de febrer del 2002   | Cloenda:                      |
| Nova York: Winter Garden Theatre | Inauguració: 18 d'octubre del 2001   | Cloenda:                      |
| Australian Tour | Inauguració: 9 de juny del 2001      | Cloenda:                      |
| Las Vegas: Mandalay Bay | Inauguració: 2003                    | Cloenda:                      |
| Utrecht: Teatre Beatriu | Inauguració: 2003                    | Cloenda:                      |
| Cast: Simone Kleinsma (Donna), Ellen Evers (Tania), Doris Baaten (Rosy), Céline Purcell (Sofi), Oren Schrijver (Sky), Hajo Bruins (Sam), Filip Bolluyt (Bruno), Jon van Eerd (Javi), Manon Novak (Ali), Suzanne de Heij (Lisa), Paul Boereboom (Chili), Kok-Hwa Lie (Edu)    |                                      |                               |
| Madrid: Teatro Lope de Vega | Inauguració: 11 de novembre del 2004 | Cloenda: 3 de juny del 2007   |
| Cast: Nina (Donna), Marta Valverde (Tania), Paula Sebastián (Rosy), Mariona Castillo (Sofi), Leandro Rivera (Sky), Alberto Vázquez (Sam), Bruno Squarcia (Bruno), Nando González (Javi), Mónica Vives (Ali), Mamen Márquez (Lisa), David Ávila (Chili), Jaime Zatarain (Edu) |                                      |                               |
| Anvers: | Inauguració: 12 de març del 2006     | Cloenda: 2 de juliol del 2006 |
| Barcelona: Barcelona Teatre Musical i Teatre Tívoli | Inauguració: 29 de novembre del 2007 | Cloenda: 27 de febrer de 2016 |
| Cast: Nina (Donna), Muntsa Rius (Tania), Roser Batalla (Rosy), Mariona Castillo (Sofi), Juan Vázquez (Sky), Albert Muntanyola (Sam), Carles Sánchez (Bruno), Xavier Mestres (Javi), Mónica Vives (Ali), Georgina Llauradó (Lisa), Gerard Rifá (Chili), Carles Carrasco (Edu) |                                      |                               |

## Premis i nominacions

### Producció original de Londres
| Any  | Premi                  | Categoria                                             | Nominat(s)       | Resultat   |
| ---- | ---------------------- | ----------------------------------------------------- | ---------------- | ---------- |
| 2000 | Premi Laurence Olivier | Millor Musical                                        | Millor Musical   | Nominat    |
| 2000 | Premi Laurence Olivier | Millor Actriu de Musical                              | Siobhan McCarthy | Nominada   |
| 2000 | Premi Laurence Olivier | Millor Actuació en un Paper de Repartiment de Musical | Jenny Galloway   | Guanyadora |
| 2000 | Premi Laurence Olivier | Millor Actuació en un Paper de Repartiment de Musical | Louise Plowright | Nominada   |

### Producció original de Broadway
| Any  | Premi            | Categoria                                      | Nominat(s)                                   | Resultat |
| ---- | ---------------- | ---------------------------------------------- | -------------------------------------------- | -------- |
| 2002 | Premi Drama Desk | Actriu Protagonista més Destacada de Musical   | Louise Pitre                                 | Nominada |
| 2002 | Premi Drama Desk | Actriu de Repartiment més Destacada de Musical | Judy Kaye                                    | Nominada |
| 2002 | Premi Drama Desk | Actriu de Repartiment més Destacada de Musical | Karen Mason                                  | Nominada |
| 2002 | Premi Tony       | Millor Musical                                 | Millor Musical                               | Nominat  |
| 2002 | Premi Tony       | Millor Llibret de Musical                      | Catherine Johnson                            | Nominada |
| 2002 | Premi Tony       | Millor Actriu Protagonista de Musical          | Louise Pitre                                 | Nominada |
| 2002 | Premi Tony       | Millor Actriu de Repartiment de Musical        | Judy Kaye                                    | Nominada |
| 2002 | Premi Tony       | Millors Orquestracions                         | Benny Andersson, Björn Ulvaeus i Martin Koch | Nominats |